# Масальський (селище)
Маса́льський (рос. Масальский) — селище у складі Локтівського району Алтайського краю, Росія. Адміністративний центр Масальської сільської ради.

## Населення
Населення — 1848 осіб (2010; 2101 у 2002).
Національний склад (станом на 2002 рік):
- росіяни — 97 %